# Josep Granger i París
Josep Granger i París (Badalona, 1887 — Barcelona, 1954) fou escriptor, periodista i advocat.
Col·laborà a les publicacions Sol Ixent, Gent Nova i Cultura de Badalona, L'Avenir d'Arenys de Mar, D'Ací i d'Allà, entre d'altres. És autor de l'estudi Jacinto Verdaguer (1917), i de llibres de poesies. Traduí al català Virgili, Petrarca i Carducci.

## Obra poètica
- En inquietud (1907)
- Salabror (1908)
- Nous versos del mar (1910)
- Una vela que passa (1922)

Poemes presentats als Jocs Florals de Barcelona
- Aquella noia del brasat de flors… (1916)
- Ruta infinita (1917)
- Cant de Pasqua Florida (1921)
- Epistola (1922)
- Arpegi (1932)